# Bâton percé

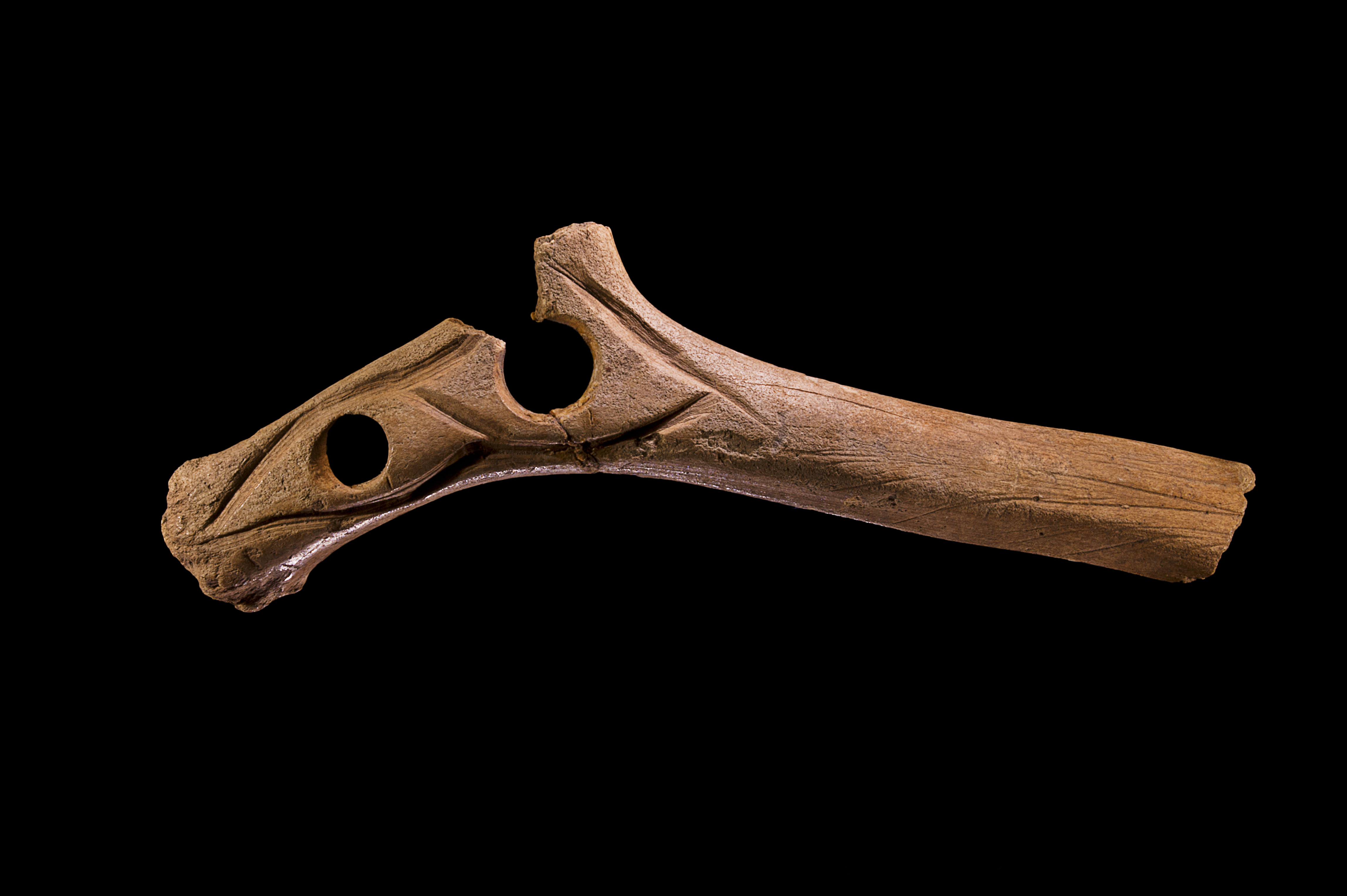
Bâton Percé – Collection Édouard Lartet Magdalénien – Muséum de Toulouse

Le bâton percé, appelé aussi bâton de commandement, désigne un objet préhistorique dont la fonction n'est pas connue avec certitude. L'expression « bâton de commandement » est générique et inclut plusieurs types d'objets, mais elle présuppose une fonction particulière. L'expression « bâton percé » a été introduite plus récemment dans un souci de neutralité : elle est purement descriptive et ne fait pas référence à une fonction hypothétique.

## Chronologie
Des bâtons percés ont été trouvés au sein de sites européens du Paléolithique supérieur, avec des exemples datant de 23 000 ans AP (Aurignacien) à 12 000 ans AP (Magdalénien).

## Description

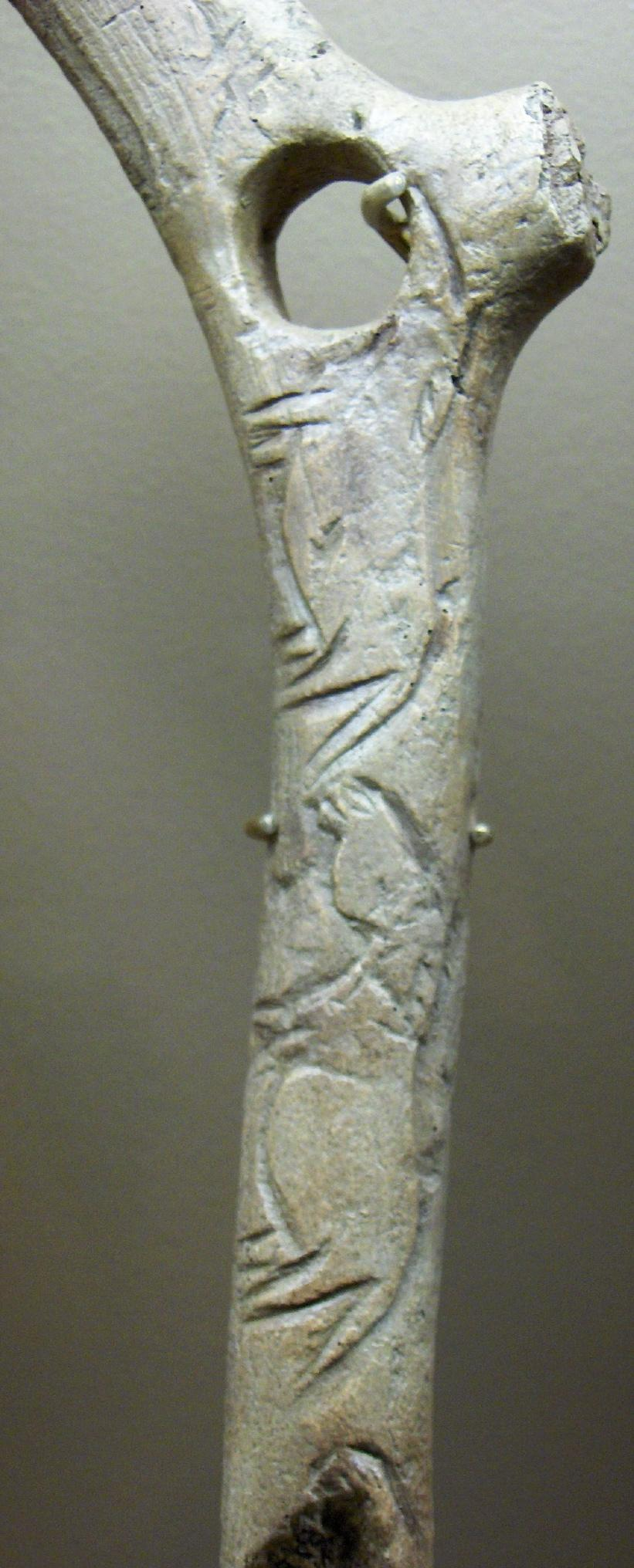
Magdalénien -
Abri de la Madeleine

Le bâton percé est fait de bois de cervidé, le plus souvent de renne, avec un trou rond à l'extrémité présentant une enfourchure. Quelques exemplaires possèdent plusieurs perforations. L'objet est souvent gravé de motifs abstraits ou animaliers.
L'une des extrémités a souvent une forme de « T » ou de « Y », mais présente toujours un renflement. Le trou circulaire est foré juste en dessous. L'inscription de l'objet dans le support du bois de cervidé, avec l'utilisation de la perche et du départ d'un andouiller (zone plus large) est remarquable et quasiment constante pour l'ensemble des bâtons percés. Des exemples typiques varient de 15 à 20 centimètres en taille.
Leur décoration rudimentaire à l'Aurignacien devient plus complexe au Magdalénien (animaux : chevaux, bisons, cerfs, rennes, bouquetin, mammouths, poissons ; phallus et plus rarement vulves).
Les archéologues pensèrent d'abord que le but du bâton percé était de symboliser la puissance ou un statut, d'où l'expression originelle « bâton de commandement ». L'hypothèse la plus couramment acceptée aujourd'hui par la communauté scientifique est celle d'un redresseur de sagaies en os (redressement à chaud des pointes de sagaie), avec l'axe à redresser qui passe à travers le trou. Les travaux expérimentaux ont montré des fractures similaires (au niveau de la perforation) à celles fréquemment observées sur les pièces archéologiques. Une utilisation comme propulseur de sagaies a aussi été envisagée,.
D'autres interprétations plus ou moins pertinentes sont :
- un symbole de fertilité, avec une longue poignée pour représenter le pénis et un trou pour représenter le vagin[2],[5] ;
- un attache-robe[5] ;
- un calendrier utilisé par les sages-femmes[6] ;
- un élément permettant de bloquer des liens pour suspendre des peaux destinées à protéger un abri.
- Un outil pour le lissage et le façonnage des lanières de cuir[7][source insuffisante] ;
- un godemichet ; peu d'archéologues considèrent ces objets comme des jouets sexuels, mais Timothy Taylor (en) (un archéologue respecté du Royaume-Uni) évalue que considérant leurs formes, leurs dimensions et le symbolisme hautement explicite de certains bâtons percés de la période glaciaire, ce serait faire preuve d'ingénuité que d'écarter la plus évidente des interprétations, même si ce fut pourtant le cas dans la communauté scientifique[8],[9].
- un bâton de pêche, sur le modèle des petites cannes à pêche inuites décrites par André Leroi-Gourhan[10] et encore employées dans l'est de la Russie[11]. Le préhistorien Pierre Citerne a recensé 30 bâtons percés ornés de poissons[12]. Selon Jean-Jacques Cleyet-Merle, parmi les objets usuels, les bâtons percés sont ceux qui accueillent le plus fréquemment les poissons[13].

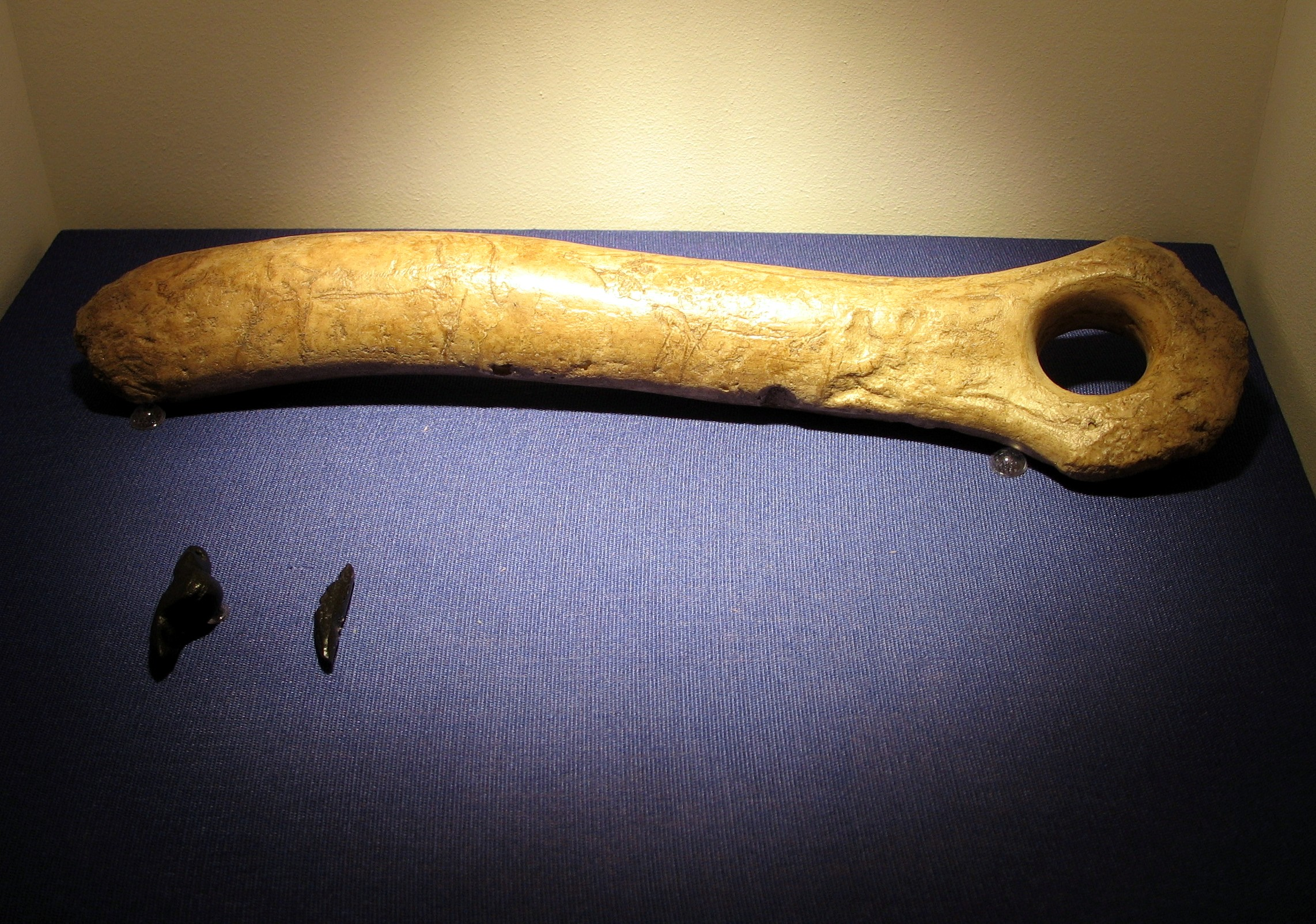
Magdalénien - Musée archéologique de Constance (de) (Allemagne)
Magdalénien – Abri de la Madeleine - Muséum de Toulouse

## L'hypothèse du propulseur de sagaie
Le fonctionnement du bâton percé en tant que propulseur de sagaie, similaire à celui de l'atlatl, a fait l'objet d'études expérimentales. Une lance d'1,50 m a été utilisée pendant les tests. Pour utiliser le bâton percé comme propulseur, un morceau de corde fut attaché à la sagaie, à peu près au milieu. Le cuir conviendrait pour des sagaies moins lourdes, tandis que du tendon serait requis pour les sagaies plus lourdes. L'ajout de la corde transforme la sagaie en une grande flèche suisse (en). L'utilisation de cette sagaie équipée en flèche suisse donna une augmentation de 43 % en portée en comparaison d'un jet manuel.
Le bâton percé est utilisé en passant la corde à travers le trou et en positionnant la corde parallèlement à l'axe du bâton. Il est tenu à la main, au-dessus de l'épaule, et est lancé par-dessus. La longueur du bâton percé sert à augmenter l'effet de levier du lanceur, ce qui donne plus de vitesse, et la corde fonctionne comme dans une flèche suisse, ce qui augmente encore plus le levier. Une telle utilisation du bâton percé donne une augmentation de 127 % de portée en comparaison de la même lance jetée à la main.